# Laima

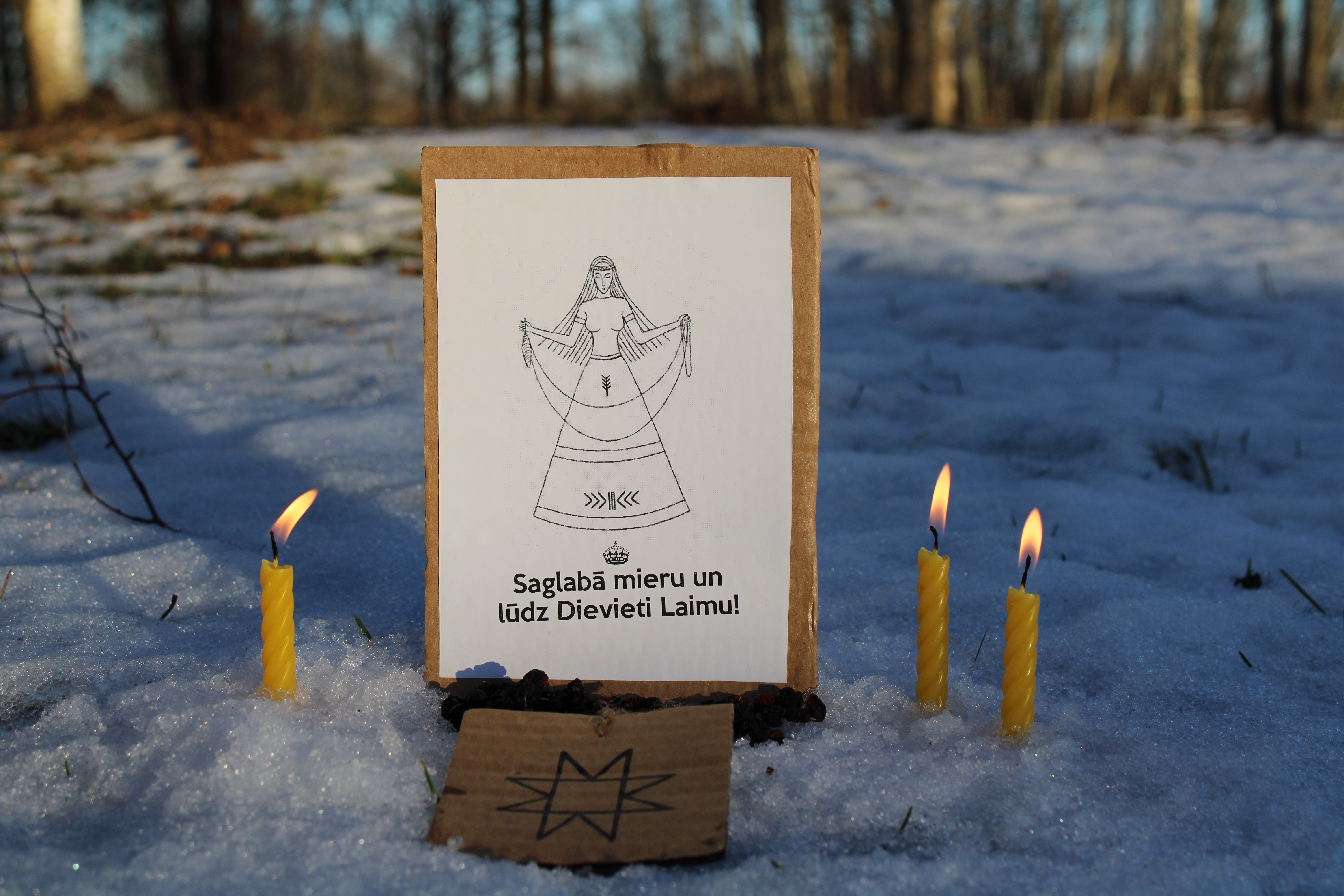
Representació de la deessa.

Laima és una deessa bàltica del destí. Es va associar amb el part, el matrimoni i la mort; també era la patrona de les dones embarassades. Laima i les seves funcions són similars a la deessa hindú Lakxmi.

## A Letònia
En la mitologia letona, Laima i les seves germanes, Karta i Dēkla, eren una trinitat de déus del destí, de manera similar al nòrdic Nornes o el grec Moires. Laima pren la decisió final sobre el destí de l'individu i és considerablement més popular. Tot i que tots tres tenien funcions similars, Laima és la deessa de la sort i està més relacionada amb les mares i el part, Dēkla està a càrrec dels fills i Kārta té el poder sobre la vida de l'adult. En els moderns Dievturība aquestes tres deesses es coneixen com les tres Laimas, el que indica que són la mateixa divinitat amb tres aspectes diferents. Els rituals de naixement a finals del segle xix incloïen ofrenes de gallines, ovelles, tovalloles o altres materials teixits a Laima. Només les dones podien participar en el ritual, realitzat en una sauna (pirtis).

## A Lituània
En la mitologia lituana, Laima (fat, destí) es confon sovint amb Laimė (bona fortuna) i Laumė (fada). Altres divinitats relacionades inclouen Dalia (el destí) i Giltinė (El segador). Laima es va esmentar per primer cop en fonts escrites com Laimelea de Wilhelm Martini en el pròleg llatí de les cançons lituanes, recollit per Daniel Klein i publicat el 1666. També la van esmentar Matthäus Prätorius, Jacob Brodowski, Philipp Ruhig i altres.
Un dels deures més importants de Laima és profetitzar (lituà: lemti) com tindrà lloc la vida d’un nounat. De vegades només hi havia una Laima, mentre que en altres casos tres Laima donaven prediccions sovint contradictòries. El pronunciament final seria irrevocable i ni tan sols la mateixa Laima ho podria canviar. Tot i que tres deesses del destí tenen menys suport entre els acadèmics, el concepte està ben consolidat a les religions europees (per exemple, Moires grec). En la historiografia anterior, l'exemple de predestinació de Laima es va utilitzar per jutjar la religió lituana com a fatalista. Per exemple, el 1837 Manfred Tietz va escriure que, com que els lituans creien en el destí predeterminat, eren guerrars sense por. Algirdas Julius Greimas va argumentar que aquesta visió és superficial i que Laima no va determinar el destí, sinó que només en sabia. En una versió lituana del Diluvi universal, Laima participa en el naixement de la humanitat.
Laima estava relacionada amb Gegutė (cucut), que Greimas considerava una deessa separada mentre que altres la veuen com una encarnació de Laima. Gegutė era el responsable del temps i de la successió de les estacions. Es creia que el nombre de trucades que preveia quant de temps li quedava a una persona per viure. A la primavera, també determinaria com una persona passaria la resta de l'any; per exemple, si un home no tenia diners quan sentia el cucut, seria pobre la resta de l'any. L'arbre sagrat de Laima és el til·ler.

## En la cultura moderna
El grup de música folk lituà Kūlgrinda va publicar el 2014 un àlbum titulat Laimos Giesmės, que significa "Els himnes de Laima".